# Martigné-sur-Mayenne
Martigné-sur-Mayenne – miejscowość i gmina we Francji, w regionie Kraj Loary, w departamencie Mayenne.
Według danych na rok 1990 gminę zamieszkiwały 1214 osoby, a gęstość zaludnienia wynosiła 38 osób/km² (wśród 1504 gmin Kraju Loary Martigné-sur-Mayenne plasuje się na 495. miejscu pod względem liczby ludności, natomiast pod względem powierzchni na miejscu 253.).